# 恰萨街道
恰萨街道，是中华人民共和国新疆维吾尔自治区喀什地区喀什市下辖的一个乡镇级行政单位。

## 行政区划
恰萨街道下辖以下地区：
塔吾古孜社区、玉瑞克巴扎社区、古扎社区、萨合亚社区、天南路社区、帕依那甫社区、人民广场社区、艾孜热特路社区、多来特巴格路社区和新兴纺织社区居委会。